# Музей текстилю (Джакарта)
Музей текстилю (індонез. Museum Tekstil) — індонезійський музей легкої промисловості в Джакарті. Володіє колекцією текстилю з різних островів Індонезії. Музей був відкритий 28 червня 1978 року, знаходиться в м. Джакарта, Індонезія.

## Історія
Будівля Музею текстилю побудована на початку 19-го століття. Спершу це був приватний будинок француза. Пізніше дім був проданий Абдулу Азіз Ал Муссаві аль Муса Хадім, який був турецьким консулом Батавії.
У 1942 році будинок був знову проданий Керел Крістіан Крук'ю. Під час війни за незалежність будівлю використовували, як головний офіс Barisan Keamanan Rakyat (Фронт народної безпеки).
У 1947 році будинком володів Лі Сіон Пхін, який здавав його в оренду Відділу з соціальних питань, який переробив дім в заклад для літніх людей. Зрештою, будівлю було передано уряду міста та 28-го червня 1978 року вона отримала назву Музею текстилю пані Тянь Сухарто.

## Колекції
У Музеї текстилю представлено багато видів виробів традиційного індонезійського ткацтва, наприклад, яванський батік, батак улос та ікат. В ньому також виставлені традиційні інструменти для ткацтва та обладнання для виробництва текстилю.